# Karel Brož
Karel Brož (6. prosince 1925, Horoměřice – 17. srpna 2009, Praha) byl československý volejbalový reprezentant, mistr světa a dvojnásobný mistr Evropy. Zasloužilý mistr sportu a zasloužilý trenér.

## Sportovní a trenérská kariéra
S volejbalem začal společně se svým bratrem Josefem v roce 1941. Nejprve byl členem oddílu SSK Život (později přejmenovaný na Sokol Michle). V roce 1947 se zde stal poprvé mistrem republiky. Dále působil v oddílech ATK Praha, ÚDA Praha a RH Praha. V letech 1952 - 1955 byl nepřetržitě mistrem republiky. Československo reprezentoval v letech 1948 - 1956 a na vrcholných soutěžích v té době získal tři zlaté a tři stříbrné medaile.
Po ukončení sportovní kariéry se stal trenérem a funkcionářem RH Praha. Pod jeho vedením získali muži v roce 1966 titul mistra republiky a jako vedoucí trenér se podílel na zisku pěti mistrovských titulů žen, které také získali v letech 1976 a 1980 PMEZ a v roce 1979 PVP.

## Největší úspěchy

### Mistrovství světa ve volejbalu
- 1949: MS v Praze, 2. místo
- 1952: MS v Moskvě, 2. místo
- 1956: MS v Paříži, 1. místo

### Mistrovství Evropy ve volejbalu
- 1948: ME v Římě, 1. místo
- 1950: ME v Sofii, 2. místo
- 1955: ME v Bukurešti, 1. místo